# Homodiaetus graciosa
Homodiaetus graciosa är en fiskart som beskrevs av Koch 2002. Homodiaetus graciosa ingår i släktet Homodiaetus och familjen Trichomycteridae. Inga underarter finns listade i Catalogue of Life.